# گاما² اسکنه
گاما² اسکنه یک ستاره است که در صورت فلکی اسکنه قرار دارد.